# 明認方法

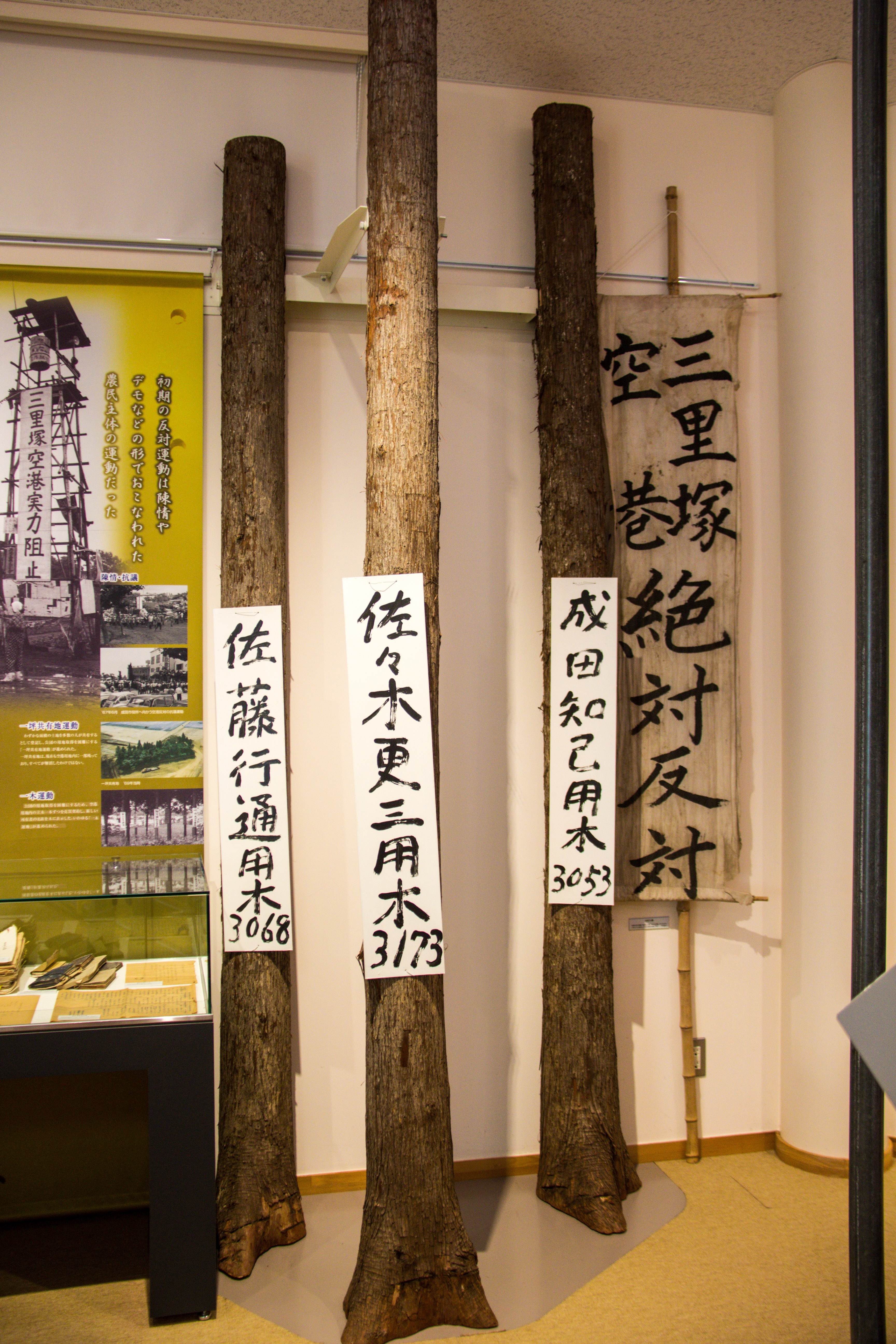
明認方法の行われた立木。成田空港反対運動の中で行われた立木トラストの再現（成田空港 空と大地の歴史館に展示）。

明認方法（めいにんほうほう）とは、民法などの明文の規定にはないものの、古くからの慣習によって立木や未分離果実などで認められる公示の方法で、これらの物の一定の物権変動について対抗要件として認められているものである。

## 明認方法の対象
明認方法によって公示できるものには以下のようなものがある。
1. 立木（ただし、立木ニ関スル法律に基づき立木登記をした立木を除く）
2. 稲立毛
3. 未分離果実
4. 温泉権

## 明認方法の態様
全く慣習にゆだねられている。例えば、以下のような方法が認められている。
1. 木の皮を削り、だれが所有者であるかを墨書する（大判大正9年2月19日民録26輯142頁）
2. 山林内に炭焼小屋を作って伐採に着手する（大判大正4年12月8日民録21輯2028頁）
3. 所有権の対象となる範囲を示して所有者名を示した立札を立てる

## 明認方法の対抗力
- 明認方法は、登記と異なり権利の内容を詳細に公示することができないから、明認方法によって公示される物権変動は、所有権の譲渡、解除や取消しによる所有権の復帰（大判昭和8年6月20日民集12巻1543頁）、所有権の留保（最判昭和34年8月7日民集13巻10号1223頁）に限られる[1]。
- 以上のような物権変動は、明認方法を施さなければ第三者に対抗することができない。「第三者」と「対抗」の意義は、177条に準じて判断される（最判昭和28年9月18日民集7巻9号954頁）。

- 明認方法は第三者が利害関係に入ったときに存在しなければ対抗力がない（最判昭和36年5月4日民集15巻5号1253頁）。

- 明認方法と登記が競合する場合には、物権変動の優劣は両者の先後関係によって決する（最判昭和35年3月1日民集14巻3号307頁）。